# Orahili Balaekha
Orahili Balaekha is een bestuurslaag in het regentschap Nias Selatan van de provincie Noord-Sumatra, Indonesië. Orahili Balaekha telt 563 inwoners (volkstelling 2010).